# Reńska Wieś (Nysa)
Pour les articles homonymes, voir Reńska Wieś (homonymie).
Reńska Wieś est une localité polonaise de la gmina de Pakosławice, située dans le powiat de Nysa en voïvodie d'Opole.